# 大隅川西駅
大隅川西駅（おおすみかわにしえき）は、鹿児島県鹿屋市川西町にかつて存在した、日本国有鉄道（国鉄）大隅線の駅（廃駅）である。大隅線の廃止に伴い、1987年（昭和62年）3月14日に廃駅となった。

## 歴史
- 1920年（大正9年）12月23日：大隅鉄道の川西駅として開業[1]、762 mm軌間の軽便鉄道。
- 1935年（昭和10年）6月1日：大隅鉄道が国有化され[1]、古江線の駅となる。同時に大隅川西駅へ改称[1]。
- 1936年（昭和11年）10月23日：古江線の路線名改称により、古江西線の駅となる。
- 1938年（昭和13年）10月10日：1,067 mm軌間への改軌工事完成、古江東線と古江西線を合わせて古江線とする。
- 1947年（昭和22年）4月20日：小手荷物の取り扱いを開始[2]。
- 1957年（昭和32年）10月1日：小手荷物扱い廃止[1]。
- 1972年（昭和47年）9月9日：志布志駅 - 国分駅間全通に伴い古江線が大隅線に改称され、大隅線の駅となる。
- 1987年（昭和62年）3月14日：大隅線の全線廃止に伴い、廃駅となる[1]。

## 駅構造
- 単式ホーム1面1線を有する駅であり、無人駅であった。ホーム上に待合所を併設していたが、駅舎は無かった。

## 隣の駅
日本国有鉄道
大隅線
永野田駅 - 大隅川西駅 - 鹿屋駅
- 1938年10月10日の改軌完成まで、鹿屋駅との間に下田崎駅が存在していた[1]。